# Certhilauda benguelensis
A Certhilauda benguelensis a madarak osztályának verébalakúak (Passeriformes) rendjébe és a pacsirtafélék (Alaudidae) családjába (Alaudidae) családjába tartozó faj.

## Rendszerezése
A fajt Richard Bowdler Sharpe angol ornitológus írta le 1904-ben, az Alaemon nembe Alaemon benguelensis néven.

## Alfajai
- Certhilauda benguelensis benguelensis (Sharpe, 1904) – délnyugat-Angola, Namíbia északnyugati csücske;
- Certhilauda benguelensis kaokoensis (Bradfield, 1944) – északnyugat-Namíbia.

## Előfordulása
Afrika délnyugati részén, Angola és Namíbia területén honos.

## Természetvédelmi helyzete
Az elterjedési területe nem nagy, egyedszáma ismeretlen. A Természetvédelmi Világszövetség Vörös listáján nem szerepel.